# NWA Anniversary Show
Le NWA Anniversary Show est un show qui a lieu depuis 1998, afin de célébrer l'anniversaire de la fondation de la National Wrestling Alliance en 1948. Ce show a débuté au 50e anniversaire de la fédération en 1998 et s'est tenu annuellement, avec deux exceptions pour 2006 et 2007.

## Résultats

### 1998
Le NWA 50th Anniversary Show a eu lieu le 24 octobre 1998 au Hilton Hotel de Cherry Hill, New Jersey.
- The International Males (Christopher Daniels et Kevin Quinn) battent The Hollywood Hardbodies (Danny Dominion et Ace Steel) pour devenir les premiers NWA Midwest Tag Team Champions.
- Primo Carnera III et TNT battent Lord Zeig et Patch.
- EZ Ryder bat le Champion par équipe de la NWA/PWX Paul Atlas pour devenir le premier Champion poids lourd canadien de la NWA.
- Tre bat The Inferno Kid et Ray Odyssey dans un match terminant par un double décompte à l'extérieur, et retient le NWA New England Cruiserweight Championship.
- Steve Williams remporte une 14-man WWF Dojo Battle Royal.

Avec : Kurt Angle, Babu, Steve Corino, Christopher Daniels, Teddy Hart, Barry Houston, Glenn Kulka, Andrew Martin, Tom Prichard, Giant Silva, Tiger Ali Singh, Shawn Stasiak et Devon Storm.
- Abdullah the Butcher bat T. Rantula.
- The Headbangers (Mosh et Thrasher) battent les champions par équipe nord-américains de la NWA, The Tennessee Volunteers (Steven Dunn et Reno Riggins), par disqualification. The Tennessee Volunteers gardent les ceintures.
- The Extreme (Ace Darling et Devon Storm) battent The Misfits (Harley Lewis et Lupus) pour remporter le NWA 2000 Tag Team Championship.
- The Brotherhood (Knuckles Nelson et Eric Sbraccia) battent The Border Patrol (Agent Carson et Agent Gunn), Team Extreme (Kit Carson et Khris Germany) et Tully Blanchard & Tom Prichard dans un Four Corners match pour remporter les ceintures NWA World Tag Team Championship.
- Dan Severn bat Steven Regal et conserve son titre NWA World Heavyweight Championship.
- Steve Corino, Lance Diamond, Doug Gilbert et Rik Ratchett battent Dead Man Walking, The Pitbulls (Pitbull #1 et Pitbull #2) et le Champion poids lourd national de la NWA Stevie Richards dans un Steel Cage match. La ceinture de Richard était en jeu. Gilbert la remporte en portant le tombé sur Richards.

### 1999
Le NWA 51st Anniversary Show, sous-titré Battle of the Belts 1999, a lieu le 25 septembre 1999 au Grady Cole Center de Charlotte, en Caroline du Nord.
- Triple xXx (Drake Dawson et Curtis Thompson) battent The Sex Pistols (Shane Austin et David Young). Triple xXx se qualifie pour un match pour le championnat NWA World Tag Team plus tard dans le show.

- Team Extreme (Kit Carson et Khris Germany) battent Gene Austin et Tommy Starr. Team Extreme se qualifie pour un match pour le championnat NWA World Tag Team plus tard dans le show.

- The Canadian Cartel (Crusher Carlsen et Michelle Starr) luttent face à The Rage (Quinn Magnum et Samu) jusqu'au match nul. Aucune équipe ne se qualifie pour le match pour le avance pour le championnat NWA World Tag Team.
- EZ Ryder bat Sebastian P. Sterling et remporte le Queen's Cup.
- Team Extreme (Kit Carson et Khris Germany) battent Triple xXx (Drake Dawson et Curtis Thompson). Team Extreme se qualifie pour le main event, pour la ceinture NWA World Tag Team.

- Gary Steele bat Brian Anthony et Naoya Ogawa (c) dans un Three-Way Dance pour remporter le NWA World Heavyweight Championship.
- Abdullah the Butcher lutte avec Don Brodie jusqu'au match nul.
- Twiggy Ramirez remporte une 11-man battle royal pour le NWA World Junior Heavyweight Championship match.

avec : Danny Dominion, Chris Hero, Vince Kaplack, Tony Kozina, Mercury, Chris Michaels, Johnny Moss, Air Paris, Buck Quartermain et Gary Royal.
- Logan Caine bat Twiggy Ramirez et garde la ceinture NWA World Junior Heavyweight Championship.

- Ron Garvin bat Stan Lane.
- Team Extreme (Kit Carson et Khris Germany) battent The Brotherhood (Dukes Dalton et Knuckles Nelson) et remportent la ceinture NWA World Tag Team Championship.

### 2000
Le NWA 52nd Anniversary Show se passe en deux soirées, "Battle of the Belts 2000" et "Showcase of the Stars", les 14 et 15 octobre 2000 au Tennessee State Fairgrounds Arena de Nashville, Tennessee.
"Battle of the Belts 2000"
- Lazz bat A.J. Styles.
- Chris Champion bat Slash.
- Damaja et Nick Dinsmore battent NWA Ohio Valley Heavyweight Champion Rob Conway et Flash Flanagan.
- James Storm defeated Big Bully Douglas.
- Strawberry Fields bat Leilani Kai afin de remporter la ceinture vacante de NWA World Women's Championship.

Le titre a été abandonné par Debbie Combs en octobre 1996.
- Vince Kaplack bat Tony Kozina pour remporter le NWA World Junior Heavyweight Championship.
- Bad Attitude (Rick Michaels et David Young) battent The Hotshots (Cassidy O'Reilly et Air Paris) pour garder les ceintures NWA World Tag Team Championship.
- Mike Rapada bat Chris Harris pour retenir le titre NWA World Heavyweight Championship.

"Showcase of the Stars",
- Blade Boudreaux bat Bulldog Raines pour remporter le NWA Mid-South Heavyweight Championship.
- Johnny Moss bat Jon Ryan.
- Magic bat Biggie Biggs, Eric Kreed et Zieg dans un Fatal Four-Way match pour garder le NWA New York Heavyweight Championship.
- N8 Mattson bat Ricco Rodriguez pour remporter le NWA Great Lakes Junior Heavyweight Championship.
- Mr. Attitude et Bobby Inbred battent Johnny Hard et Viper.
- Mr. Mayhem bat Necro Butcher dans un Hardcore match.
- The Maniacal Crew (Brother Love et Joey Venture) battent The New Texas Outlaws (Ricky Murdock et Austin Rhodes) pour remporter le titre NWA Southern Tag Team Championship.
- Dave Mysterio et X-Factor battent Touch of Reality (Jim the Messenger et Bob Steele).
- Jimmy Angel et Paul Atlas battent Brandon K et Big Poppa Gator et remportent les NWA East Tag Team Championship.

Brandon K remplace J.B. Destiny, qui a eu des problèmes de transport.
- Jason Rumble bat Beau Douglas pour remporter le NWA New England Heavyweight Championship.

### 2001
Le NWA 53rd Anniversary Show, "Battle of the Belts 2001", a eu lieu le 13 octobre 2001 au WrestlePlex de St Petersburg, Floride.
- Jacey North bat Biggie Biggs pour remporter la ceinture NWA Virginia Heavyweight Championship.
- Gene Austin et Brimstone battent The Chunk-n-Dales (Chunk et Dale).
- Rocky Reynolds bat Star pour remporter le titre NWA Tri-State Heavyweight Championship.
- Sudden Impact (Chris Gatlin et Steve Lane) battent Disturbing Behavior (Jeff Daniels et Tim Renesto) (avec Dominique) pour remporter les ceintures NWA Mid-America Tag Team Championship.
- Pepe Prado bat The Cuban Assassin (avec Fantasy).
- Ricky Murdock bat Blade Boudreaux afin de garder la ceinture NWA Mid-South Heavyweight Championship.
- Gary Steele et Paul Vault battent Danny Garnell et Johnny Moss.
- Naohiro Hoshikawa bat Dagon Briggs.
- EZ Ryder bat Juggernaut pour remporter le titre vacant de NWA Canadian Heavyweight Championship.

Le titre est laissé vacant par Crusher Carlsen en septembre 2000.
- Hotstuff Hernandez bat Kevin Northcutt pour remporter le NWA National Heavyweight Championship.
- Quinn Magnum bat Spyder pour remporter le NWA North American Heavyweight Championship.
- Cyborg bat Buck Q pour remporter le NWA Florida Heavyweight Championship.
- A.J. Styles (avec Jeff G. Bailey) bat Christopher Daniels.
- The New Heavenly Bodies (Vito DeNucci et Chris Nelson) battent Total Destruction (Rusty Riddle et Sean Royal) et conservent les ceintures NWA World Tag Team Championship
- Jason Rumble bat Brandon K, Lex Lovett, Jimmy Rave et BJ Turner dans un Five-Way match pour remporter le titre NWA World Junior Heavyweight Championship.
- Steve Corino combat Shinya Hashimoto et arrive à un match nul, Corino conserve son titre NWA World Heavyweight Championship.
- Team IPW (Scoot Andrews, Jet Jaguar, The Shane Twins (Mike et Todd) et Mike Sullivan) (avec promoteur Ron Niemi) combattent Team NWA Florida (Lex Lovett, The New Heavenly Bodies (Vito DeNucci et Chris Nelson), Buck Q et Rod Steel) (avec promoteur Howard Brody) à un match nul.

### 2002
Le NWA 54th Anniversary Show, "Battle of the Belts 2002", a lieu le 26 octobre 2002 au Memorial Coliseum de Corpus Christi, Texas.
- Jacey North bat Brother Love.
- Ryan Pisiak bat Dagon Briggs dans un Hair vs. Hair match.
- The East Coast Connection (Sick Dog et Joe Wolfen) battent Ricky Murdock et Magnum.
- Spyder bat Paul Tracey et conserve le titre NWA Canadian Heavyweight Championship.
- Biggie Biggs bat Preston Quinn et conserve le titre NWA Jersey Heavyweight Championship.
- Jason Rumble bat Rocky Reynolds et conserve le titre NWA New England Junior Heavyweight Championship.
- Steve DeMarco bat J.P. Black dans un Texas Death match pour remporter le NWA Texas Heavyweight Championship.
- Johnny Moss bat Danny Garnell et conserve le titre NWA United Kingdom Heavyweight Championship.
- Char Starr bat Madison et remporte la ceinture NWA World Women's Championship.
- Jorge Estrada bat Paul Atlas et remporte la ceinture NWA North American Heavyweight Championship.
- Konnan bat NWA Midwest Heavyweight Champion Danny Dominion.
- America's Most Wanted (Chris Harris et James Storm) battent Rocky Reynolds et A.J. Styles et conservent le titre NWA World Tag Team Championship.
- Ron Killings bat Hotstuff Hernandez et conserve le titre NWA World Heavyweight Championship.

### 2003
Le NWA 55th Anniversary Show a lieu les 10 et 11 octobre 2003 au Park Pavilion à Parkersburg, West Virginia.

### Night one
- Kevin Rhodes bat C.B. Kool et remporte le NWA Florida Junior Heavyweight Championship.
- Bruce Banner bat Romeo Godwinn.
- Bobby Jay et Vinnie Viagra battent Zach Mercury et Rob Stardom.
- The Hawaiian Power Company (Kapu et Tiki) battent Chris Cavanaugh et Cholo pour conserver le NWA Hawaii Tag Team Championship.
- Spyder bat Fergal Devitt pour devenir le premier NWA British Commonwealth Heavyweight Champion.
- Paul Tracey bat Muscles Mansfield.
- NWA National Heavyweight Champion Ricky Murdock bat NWA Missouri Heavyweight Champion Shane Somers et conserve le National title et remporte le Missouri title.
- Chance Prophet bat Trik Nasty pour retenir le NWA Bluegrass Heavyweight Championship.
- Sinn (avec Traci Brooks) bat Mason Hunter.

### Night two
- Kid Inferno et Twisted Youth battent DJ Skittlez et Clark.
- Roderick Strong bat Jerrelle Clark et Danny Doring dans un Triple Threat match pour conserver le NWA Florida X Division Championship.
- JT Wolfen bat Chance Prophet pour garder le NWA North American Heavyweight Championship.
- Leilani Kai bat AJ Sparx pour conserver le NWA World Women's Championship.
- America's Most Wanted (Chris Harris et James Storm) battent The Naturals (Andy Douglas et Chase Stevens).
- Double Dragon, Chris Draven, Rocky Reynolds et Vinnie Viagra arrivent à un match nul dans un Fatal Four-Way Ladder match pour le NWA World Junior Heavyweight Championship. Draven conserve le titre.
- Trik Nasty remporte une Battle Royal.

### 2004
Le NWA 56th Anniversary a eu lieu le 15 et le 17 octobre 2004 au Ramada Malbourough Hotel de Winnipeg, Manitoba.

### Night one
- Tejas bat Dustin Masters et conserve le titre NWA Texas Heavyweight Championship.
- Shane Matthews bat Keith Loughman.
- The Trailer Park Boyz (Dave Drako et Matt Korn) battent Gino Martino et Larry Huntley par disqualification.
- Johnny Moss bat Byron Black.
- Team Ireland (Fergal Devitt et Paul Tracey) battent Paddy Morrow et Carl O'Rourke.
- Conscience defeated L.A. Warren to retain the NWA Scottish Heavyweight Championship.
- Dru Onyx bat Will Phoenix pour remporter le titre vacant NWA British Commonwealth Heavyweight Championship.

le titre a été abandonné par Spyder le 1er octobre.
- Steve Jaworski remporte une 15-man battle royal pour remporter le CWF Heavyweight Championship.
- Vid Vain bat Kerry Brown pour remporter le NWA Canadian Heavyweight Championship.
- Spyder bat Ricky Murdock pour remporter le NWA National Heavyweight Championship.

### Night two
- Chasyn Rance bat Mark Stephens pour devenir le premier NWA Spinebuster Junior Heavyweight Champion.
- Steve Jaworski bat Tank Roberts pour conserver la ceinture CWF Heavyweight Championship.
- Will Phoenix bat Shane Matthews.
- Conscience, Paddy Morrow et Carl O'Rourke battent Byron Black, Fergal Devitt et Paul Tracey.
- Gino Martino bat Dave Drako pour conserver le NWA New England Brass Knuckles Championship.
- Shane Dyson et Roadblock Jones battent Keith Laughman et L.A. Warren.
- Jason Rumble bat Jerrelle Clark (c) et Vance Desmond dans un Three-Way Dance pour remporter le NWA World Junior Heavyweight Championship.
- Clark bat Desmond.
- Rumble bat Clark.
- Petey Williams bat Kenny Omega et garde la ceinture TNA X Division Championship.

### 2005
Le NWA 57th Anniversary Show a lieu le 8 octobre 2005 au Tennessee State Fairgrounds Arena de Nashville, Tennessee.
- Three Guys That Totally Rule (Patrick Bentley et Seth Delay) battent Adam Roberts et Gabriel (avec Jeff G. Bailey).
- Vance Desmond bat Zac Vincent pour remporter le NWA Tri-State X Division Championship.
- The Syndicate Crew (L.A. Player et Superfly P) (avec YT) battent The Amazing Pookie et Cousin Cooter.
- Scotty Blaze bat Brandon Day pour remporter la ceinture NWA Virginia Heavyweight Championship.
- Komei bat Alex Koslov.
- Abyss (avec Tim Welch) et Chris Michaels arrivent à un match nul.
- The Twin Terrors (Koko et Razz Mansour) battent LuFisto et Tank pour conserver le NWA Canadian Tag Team Championship.
- Paddy Morrow bat Paul Tracey pour conserver le titre NWA Ireland Heavyweight Championship et remporter le NWA United Kingdom Heavyweight Championship.
- Jason Rumble (avec Quentin Michaels) bat Mark Moment,
- The Psycho bat Rick Morgan pour conserver le NWA Battle Zone Cruiserweight Championship.
- Fergal Devitt bat Dru Onyx pour remporter le NWA British Commonwealth Heavyweight Championship.
- The Blackbirds (Ice et Jazz) battent The Bounty Hunters (Big Nasty Bill et Ricky Murdock).
- Vinnie Viagra bat Chance Prophet et conserve le NWA Bluegrass Heavyweight Championship.
- Jeff Daniels et Mike Woods (avec Dominique) battent The Old School Players (Apollo et Dynamite Derrick) pour remporter les ceintures NWA Mid-America Tag Team Championship.
- Scottie Gash bat Nikita Allanov et Chris Taylor dans un Triple Threat match pour conserver le NWA East Heavyweight Championship.
- Tommy Marr bat JT Wolfen (avec Dave Heart) pour remporter le NWA North American Heavyweight Championship.
- Ricky Murdock bat Conscience et The Juggulator dans un Triple Threat match pour remporter la ceinture vacante de NWA National Heavyweight Championship.
- Chris Escobar et Shane Falco battent Daron Smythe et Tim Warcloud pour remporter le NWA North American Tag Team Championship.
- Christie Ricci bat Lexie Fyfe (c) et Tasha Simone dans un Triple Threat match pour remporter le NWA World Women's Championship.
- The Naturals (Andy Douglas et Chase Stevens) battent Cassidy Riley et Eric Young dans un Nashville Street Fight pour remporter le NWA World Tag Team Championship.

### 2008
Le NWA 60th Anniversary Show a eu lieu le 7 juin 2008 au Philips Arena d'Atlanta, Georgie.
- Mike DiBiase bat Aaron Stevens et conserve le NWA North American Heavyweight Championship.
- Iceberg (avec Dan Wilson) bat Mikael Judas et Shatter (avec Jeff G. Bailey) dans un Triple Threat match pour conserver le NWA Anarchy Heavyweight Championship.
- Abdullah the Butcher (avec John Cheatum) et Tommy Rich arrive à un match nul.
- Blue Demon, Jr. et Sean Waltman battent Rob Conway et Carl Ouellet.
- Mike Quackenbush bat Ricky Vega et conserve le titre NWA World Junior Heavyweight Championship.
- Los Luchas (Phoenix Star & Zokre) battent The Naturals (Andy Douglas & Chase Stevens) et The Real American Heroes (Karl Anderson & Joey Ryan) dans un Triple Threat elimination match pour conserver le NWA World Tag Team Championship.
- Sid Vicious bat The Playas Club (Justin Corino et Dave Greco) dans un Handicap match.
- The Rock 'n' Roll Express (Robert Gibson et Ricky Morton) battent The Midnight Express (Dennis Condrey et Bobby Eaton) (avec Jim Cornette).